# کایوت شرقی

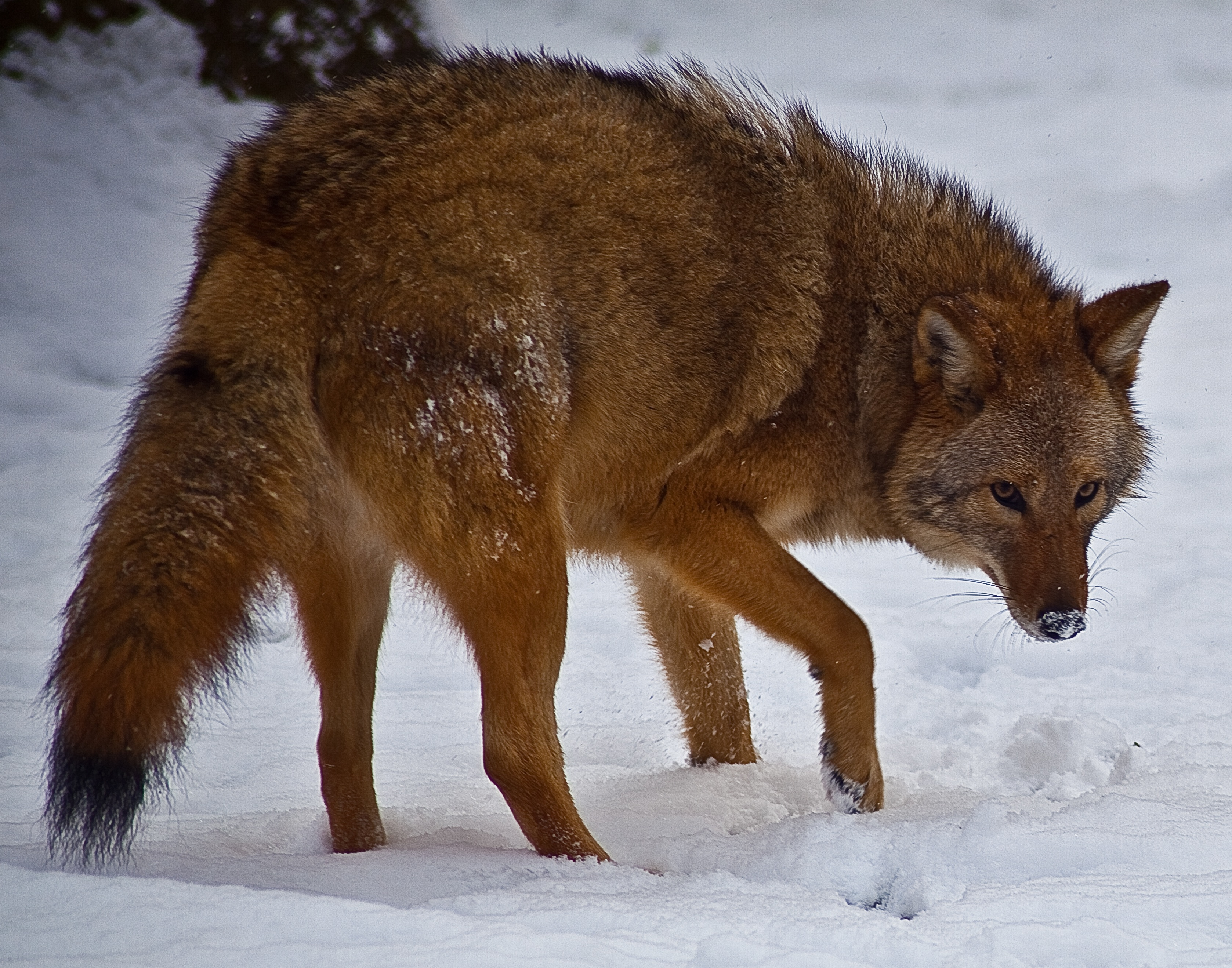
یک کایوت شرقی در برف در نزدیکی خط ایالت ویرجینیا - ویرجینیای غربی

کایوت شرقی (به انگلیسی: Eastern coyote) یک دورگه سگ وحشی آمریکای شمالی است که هم نژاد کایوت و هم گرگ دارد. دورگه‌زایی احتمالاً برای نخستین‌بار در منطقه دریاچه‌های بزرگ رخ داد، زیرا کایوت‌های غربی به سوی شرق حرکت کردند. نخستین بار در اوایل دهه ۱۹۳۰ تا اواخر دهه ۱۹۴۰ دیده شد، و احتمالاً پس از انقراض گرگ خاکستری و گرگ شرقی در جنوب شرقی انتاریو، لابرادور و کبک به وجود آمده‌است، بنابراین به کایوت‌ها اجازه می‌دهد تا محدوده پیشین گرگ‌ها را پوشش دهند و با آنها درآمیزند. جمعیت گرگ‌های باقی‌مانده این دورگه از گرگ شرقی کوچک‌تر است و قلمروهای کوچک‌تری را در خود جای می‌دهد، اما بزرگ‌تر است و محدوده گسترده‌تری نسبت به کایوت غربی معمولی دارد.

## آرایه‌شناسی و فرگشت
این سگ‌سان Canis latrans var نام‌گذاری شده‌است. و به عنوان کایوت شرقی، کایوت شمال شرقی، کایوت‌گرگ، و گرگ توید جنوبی نامیده شده‌است.
کایوت‌ها و گرگ‌ها ابتدا در منطقه دریاچه‌های بزرگ دورگه شدند و به دنبال آن یک کایوت دورگه گسترش یافت که بزرگ‌ترین منطقه دورگه پستانداران شناخته‌شده را ایجاد کرد. در سال ۲۰۱۴، یک مطالعه DNA روی کایوت‌های شمال شرقی نشان داد که آنها به‌طور متوسط ترکیبی از کایوت غربی (۶۲٪)، گرگ غربی (۱۴٪)، گرگ شرقی (۱۳٪) و سگ خانگی (۱۱٪) در ژنوم هسته‌ای خود هستند. ازدحام دورگه تا غرب میانه ایالات متحده گسترش یافت، با کایوت‌های اوهایو که به‌طور متوسط ترکیبی از کایوت غربی (۶۶٪)، گرگ غربی (۱۱٪)، گرگ شرقی (۱۲٪) و سگ خانگی (۱۰٪) در ژنوم هسته‌ای آنها است.

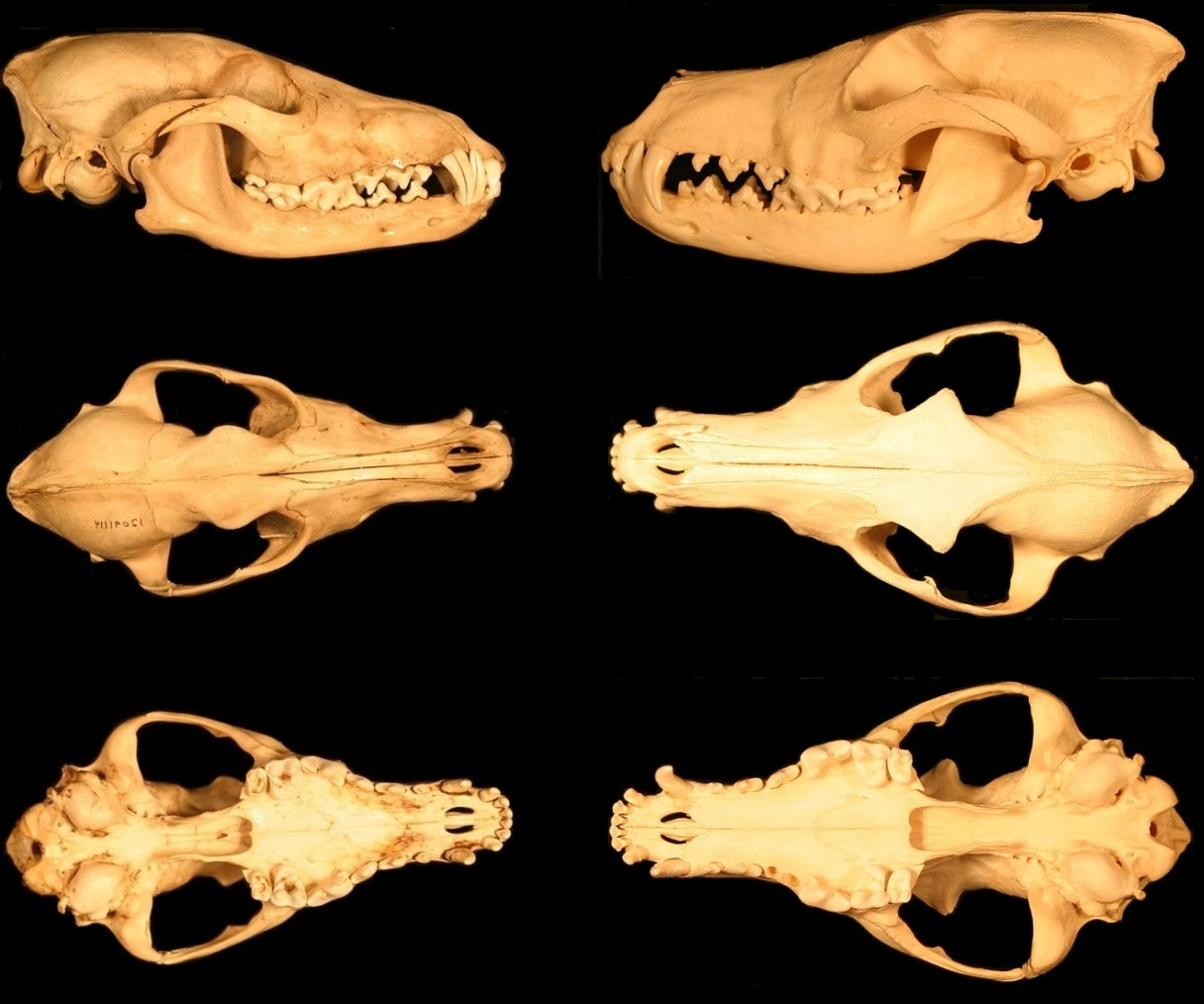
جمجمه یک کایوت غربی و یک کایوت شرقی.

## پراکندگی
کایوت شرقی در سراسر شرق ایالات متحده وجود دارد: در نیوانگلند، نیویورک، نیوجرسی، پنسیلوانیا، اوهایو، ویرجینیای غربی، مریلند، دلاور، ویرجینیا، جورجیا، و واشینگتن، دی سی همچنین در استان‌های شرقی کانادا، انتاریو، کبک، نیوبرانزویک، نوا اسکوشیا، جزیره پرنس ادوارد، و نیوفاندلند و لابرادور